# معركة الجمال (698)
معركة وادي نيني أو معركة الجمال (698 م، بالقرب من وادي نيني ، منطقة الأوراس، الجزائر) ، هي معركة وقعت بين القوات الأموية بقيادة حسان بن النعمان والقبائل الأمازيغية بقيادة الملكة ديهيا. انتهت المعركة بهزيمة فادحة للقوات الأموية وخروجهم من إفريقية لمدة 5 سنوات.

## خلفية تاريخية
في عام 688 م، تم تنصيب ديهيا (الكاهنة) خلفا لكسيلة، بعد هزيمته ومقتله على يد الأمويين في معركة ممس، كقائدة حرب للقبائل البربرية، ضد الغزاة الأمويين.
في الوقت نفسه، أمر الخليفة الأموي عبد الملك القائد حسان بن النعمان، حاكم مصر، بإعادة غزو إفريقية والأراضي المجاورة. غادر حسان مصر وأحتل قرطاج عام 698 ومدن أخرى. سمع هذا الأخير ان أقوى خصم يمكن أن يعيق غزواته بشمال إفريقيا هي «ملكة البربر»، الكاهنة، لذلك جهز جيشه واتجه صوب معقلها بنوميديا (غرب الجزائر الحالي).

## المواجهة
قبل الفجر، وضعت الكاهنة من قواتها في الطليعة آلاف الجنود المسؤولين عن بدء القتال، خلفهم ألفين من الرماة مختبئين بين أرجل مئات من الجمال المحاذية في صف مزدوج، منظمين على شكل مربع. في الجزء الخلفي من هذا السور، أكبر جيش لها، الآلاف من الفرسان.
تقدم القائد الأموي حسان بن النعمان في سهل وادي نيني وبدأ المعركة بإطلاق خطوطه الأولى ضد الطليعة الامازيغية التي اصطدم بها. أراد حسان مواجهة جميع قوى الكاهنة، فأطلق جيشه بأكمله. تراجعت طليعة البربر بعد الهجوم الأموي للوراء وعادوا إلى ساحة الجمال التي انشقت عن طريق فتح فجوة، أكمل العرب في ملاحقتهم فأعترضتهم سحابة من الأسهم التي أطلقها الرماة الأمازيغ. قام فيما بعد الفرسان الأمازيغ بمحاصرة القوات العربية وذبحها.
يكتب المؤرخ المصري النويري: «بعد صراع مرير، انغمس المسلمون من جميع الجهات ووضعوا في حالة هزيمة كاملة. فقد الكثير منهم حياتهم.» كما ذكر ابن خلدون سحق القوات الأموية: «قادت الكاهنة قواتها ضد المسلمين، وهاجمتهم بوحشية شديدة وأجبرتهم على الفرار بعد أن قتلت الكثير منهم.»

## بعد المعركة
بعد الواقعة، طارد الفرسان الأمازيغ حسان ابن النعمان وما تبقى من جيشه، لكنه نجح في الهروب في اتجاه الشرق، من إفريقية إلى برقة. وبحسب ابن خلدون، فقد طاردت الكاهنة العرب، وطردتهم من أراضي قابس، وأجبرتهم على العودة إلى برقة. ذكر مؤرخون عرب آخرون هزيمة حسان بن النعمان، مثل محمد القيرواني ومؤلف بايانو. استغل البيزنطيون هذا المسار لإعادة احتلال قرطاج.
بعد 5 سنوات، عاد حسان مجددا مع المزيد من القوات بأمر من الخليفة الأموي عبد الملك لمهاجمة الكاهنة. تواجه الطرفان مرة أخرى، لكن هذه المرة انتهت بانهزام ديهيا في معركة طبرقة حوالي 703م.